# Autoepitafium
Autoepitafium (gr. autós ’sam’ + epitaphios ’pogrzebowy’) – krótki utwór poetycki w stylu nagrobkowym, opisujący własne życie autora, odmiana epitafium.
Jako osobny gatunek autoepitafium ukształtowało się w starożytności. Od typowych epitafiów różniło się czasem powstania (pisane za życia osoby), autorstwem (twórca pisał dla samego siebie), funkcją autokreacyjną (autor kreował własny wizerunek dla potomności). W przypadku części  autoepitafiów, zwłaszcza starożytnych, trudno rozstrzygnąć, czy faktycznie było napisane przez samego bohatera, czy zostało napisane po jego śmierci przez kogoś innego w formie autoepitafium.
Przykładem autoepitafium rzymskiego jest wiersz poety Kwintusa Enniusza, żyjącego na przełomie III i II wiek p.n.e. Trzy inne autoepitafia znane są z przekazu Gelliusza, aczkolwiek ich autentyczność bywa kwestionowana. Teksty o cechach autoepitafium pozostawili też po sobie Ojcowie Kościoła: Grzegorz z Nazjanzu i św. Damazy. W literaturze polskiej przykładem autoepitafium jest m.in. dwuwiersz, który Klemens Janicki nakazał wyryć na swoim grobie w elegii O sobie samym do potomności ze zbioru Tristium liber. Współczesnym i ironicznym nawiązaniem do wzorca antycznego jest wiersz Nagrobek Wisławy Szymborskiej.